# اس‌ام‌اس الزاس
اس‌ام‌اس اساس (به انگلیسی: SMS Elsass) یک کشتی بود که طول آن ۱۲۷٫۷ متر (۴۱۹ فوت) بود. این کشتی در سال ۱۹۰۳ ساخته شد.